# Vasili Zúbov
Vasili Zúbov (en ruso Васи́лий Па́влович Зу́бов; 19 de julio de 1900, Aleksándrov-8 de abril de 1963 en Moscú) fue un historiador de la ciencia, matemático, y filósofo soviético.

## Algunas publicaciones
- Ausgabe des Arithmetik-Buches von Kirik von Nowgorod, Istoriko-Matematischeskie Issledowanija, tomo 6, 1953, pp. 174-214 (en ruso)
- Academies and the History of Science (gemeinsam mit N. A. Figourovski und Otakar Matousek). En: Isis, 1958, 49: 78
- Beobachtung und Experiment in der antiken Wissenschaft. En: Das Alterum 5 1959, Akademie Verlag, Berlín
- Quelques Observations sur l'Auteur du Traite Anonyme „Utrum alicuius quadrati sit commensurabilis costae ejusdem“. En: Isis, 1959, tomo 50, pp. 130-134
- Jean Buridan et les concepts du point au quatorzième siècle. En: Medieval and Renaissance Studies 5, 1961, pp. 63–95 (eds.)
- Nicolas Oresme et la musique. In: Medieval and Renaissance Studies, vol. I, pp. 96–107. Русский перевод опубликован в кн. «История эстетики», т. 1. М., 1962, pág. 309–320
- Etat actuel de l'histoire des sciences en URSS (con A.T. Grigorian), Almquist & Wiksell, Estocolmo Göteborg Upsala 1962
- Lomonosovs Übersetzung der Wolffschen Experimentalphysik. En: Lomonosov, Schlözer, Pallas. Deutsch-russische Wissenschaftsbeziehungen im 18. Jahrhundert. Eds. Eduard Winter u.a., Akademie Verlag, Berlín 1962, pp. 42–51

## Honores
Recibió la Medalla George Sarton en 1963.
- Datos: Q2552118